# Electronica
Il termine electronica può riferirsi a una macrocategoria di stili di musica elettronica più mirati all'ascolto che al ballo o una scena musicale emersa nei primi anni novanta nel Regno Unito. Negli Stati Uniti, la parola viene usata come sinonimo di "musica elettronica".

## Definizione e caratteristiche
Il termine "electronica" iniziò a diffondersi nei primi anni novanta, quando il progredire delle tecnologie degli strumenti musicali elettronici permise a diversi artisti di registrare la propria musica in studi di registrazione sempre più piccoli e di essere facilitati nella creazione di loop e campionamenti da usare nelle loro tracce grazie all'uso dei computer. Ciò portò all'emersione di nuovi stili musicali che vennero classificati come "electronica".
Secondo la rivista Billboard, "l'unione della club community e delle etichette indipendenti" permise di creare tendenze alla moda grazie alle quali emersero gli artisti electronica. Lo stesso articolo cita varie case discografiche che avrebbero scoperto e resi noti artisti appartenenti alla scena electronica fra cui la Astralwerks, la Moonshine Music, la Sims e la City of Angels.
L'electronica incorpora stili quali la techno, la musica d'ambiente, la drum and bass, la jungle e la industrial dance e include artisti quali Madonna, considerata responsabile per aver reso nota la definizione grazie al suo album Ray of Light (1998), i Prodigy, Fatboy Slim, i Daft Punk, i Chemical Brothers, i Crystal Method, Moby, gli Underworld e Faithless.